# سیارک ۲۱۳۹۸
سیارک ۲۱۳۹۸ (به انگلیسی: 21398 Zengguoshou، نامگذاری:1998FX55) بیست و یک هزار و سیصد و نود و هشتمین سیارک کشف شده‌است که در ۲۰ مارس ۱۹۹۸ کشف شد.
قدر مطلق سیارک برابر ۱۲.۹ است.